# Gabriella Brum
Gabriella Brum sinh ngày năm 1962 tại Berlin là một cựu người mẫu, cựu nữ hoàng sắc đẹp và là người Đức gốc Anh. Mẹ cô đã gặp một người lính Đức tại Luân Đôn là Edward Brum vào năm 1961 nhưng chia tay sau đó không lâu.
Ngày 26 tháng 06 năm 1980 cô đăng quang trong cuộc thi Hoa hậu Đức và đại diện cho bang Berlin, lúc đó cô đang sinh sống cùng với bạn bè của mình.
Ngày 13 tháng 11 cùng năm đó cô đã chiến thắng trong cuộc thi Hoa hậu Thế giới và trở thành người phụ nữ Đức thứ hai chiến thắng tại cuộc thi này (người đầu tiên là Hoa hậu Thế giới 1956, Petra Schürmann) nhưng chỉ ngày hôm sau cô đã xin từ chức, lý do được đưa ra là bạn trai của cô không đồng ý việc cô trở thành Hoa hậu, nhưng sau đó sự việc được làm sáng tỏ khi ban tổ chức nhìn thấy nhiều tấm hình khoả thân của cô trên các tạp chí người lớn.
Sau này cô làm người mẫu cho tạp chí Playboy và sinh sống tại Los Angeles.
| Tứ đại Hoa hậu (1980)           | Tứ đại Hoa hậu (1980)             | Tứ đại Hoa hậu (1980)                | Tứ đại Hoa hậu (1980)     |
| ------------------------------- | --------------------------------- | ------------------------------------ | ------------------------- |
| Hoa hậu Hoàn vũ Shawn Weatherly | Hoa hậu Thế giới Kimberley Santos | Hoa hậu Quốc tế Lorna Marlene Chavez | Hoa hậu Trái đất không có |